# Seznam znanstvenofantastičnih televizijskih serij
Seznam najpomembnejših in najbolj znanih znanstvenofantastičnih nanizank in nadaljevank.

## A
- Angel (Angel)

## B
- Babilon 5 (Babylon 5)
- Bojna ladja Galactica (Battlestar Galactica)
- Izganjalka vampirjev (Buffy, the Vampire Slayer)

## Č
- Čarovnice (Charmed)

## D
- Doktor Who (Doctor Who)
- Dosjeji X (X-Files)

## F
- Farscape
- Firefly

## I
- Invasion

## K
- Križarka Orion (Raumschiff Orion)
- Kvantni skok (Quantum Leap)

## L
- Ljudje prihodnosti (Tomorrow people)

## M
- Max Headroom (Max Headroom)

## O
- Outer Limits
- The New Outer Limits

## P
- Planet opic (Planet of the apes)

## S
- Seagate (Seagate)
- Space 1999 (Space 1999)

## T
- Temni letni čas (Dark Season) (otroška)
- Torchwood

## U
- U.F.O.

## V
- Vesoljski bojevniki (Space Above and Beyond)

## Z
- Zona somraka (The Twilight Zone)
- Zvezdna vrata SG-1 (Stargate SG-1)
- Zvezdna vrata: Atlantida (Stargate Atlantis)
- Zvezdne steze:
  - Zvezdne steze: Prva nanizanka (Star Trek: The Original Series)
  - Zvezdne steze: Risana nanizanka (Star Trek: The Animated Series)
  - Zvezdne steze: Naslednja generacija (Star Trek: The Next Generation)
  - Zvezdne steze: Deep Space Nine (Star Trek: Deep Space Nine)
  - Zvezdne steze: Voyager (Star Trek: Voyager)
  - Zvezdne steze: Enterprise (Star Trek: Enterprise)
  - Zvezdne steze: Discovery (Star Trek: Discovery)